# Dorylini
Dorylini là một tông kiến bao gồm hầu hết các loài kiến cựu thế giới. Tông này trước đây được xếp thành phân họ Dorylinae, và có 2 chi, một trong số đó (Aenictus) trước đây được xếp thành tông Aenictini. Chi còn lại Dorylus bao gồm các loài kiến dữ với khoảng 70 loài đã được biết. Dorylini là loài kiến không mắt, chúng cảm nhận bằng từ trường trái đất. Chúng rất hung hãn, càn quét mọi thứ trên đường đi.Điều kì lạ là chúng liên tục di chuyển, theo tần suất hai lần một tuần sau khi hết thức ăn ở nơi ở cũ.Dorylus còn được biết đến với cái tên kiến lái xe, kiến safari,...Các bộ lạc ở châu Phi còn nhờ chúng khâu kín các vết thương hở. Chi dorylini chưa có mắt và ngòi dâm ở đuôi, nhưng bù lại, chúng có khả năng dò từ trường của trái đất và cơ hàm khỏa nhất trong các loài kiến.